# Dolf van der Linden

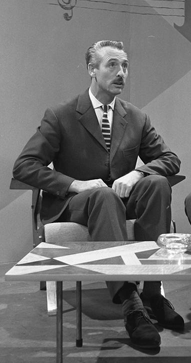
Dolf van der Linden in 1959

David Gysbert (Dolf) van der Linden (Vlaardingen, 22 juni 1915 – Hilversum, 30 januari 1999) was een Nederlands dirigent, arrangeur en componist.
Het eerste directe contact met muziek kreeg Dolf van der Linden toen zijn vader hem op zevenjarige leeftijd viool leerde spelen. Zijn liefde voor de muziek was er de oorzaak van dat hij zijn schoolopleiding vroegtijdig staakte, en als pianostemmer in de zaak van zijn vader ging werken. Omdat zijn vader een goede opleiding niettemin belangrijk vond, regelde die een privé-onderwijzer, een poging die echter gedoemd was te mislukken. Dolf was vooral geïnteresseerd in symfonische muziek en jazz en vooral improvisatie. Zijn verlangen te dirigeren zorgde ervoor dat hij een groep musici rond zich verzamelde, die optrad bij lokale evenementen.
Tussen 1936 en 1939 maakte hij voor verschillende orkesten bij de radio arrangementen. In 1939 schreef Dolf een lange variatie op een bekend thema uit die tijd, die hij inzond naar Hilversum wat leidde tot een aanstelling als arrangeur-componist. Tijdens de Tweede Wereldoorlog werd hij gevangengenomen door de bezetter en naar Duitsland gestuurd. Hij wist te ontsnappen en keerde terug naar Nederland, waar hij onderdook bij vrienden tot het einde van de oorlog.
Na de bevrijding componeerde hij zijn beroemde Parklane Serenade, genoemd naar het adres van een club waar hij speelde voor de Canadese bevrijders. Niet lang daarna benaderde de organisatie "Herrijzend Nederland" hem en vormde een orkest van ongeveer veertig musici, dat zich specialiseerde in lichte muziek: dit was de geboorte van het Metropole Orkest. De eerste uitvoering vond plaats op 25 november 1945. Op het programma stond onder andere de V-Marsch van zijn in de oorlog omgekomen vriend Dolf Karelsen. Onder Van der Lindens leiding trad het orkest op het gebied van de lichte muziek in heel Europa op.

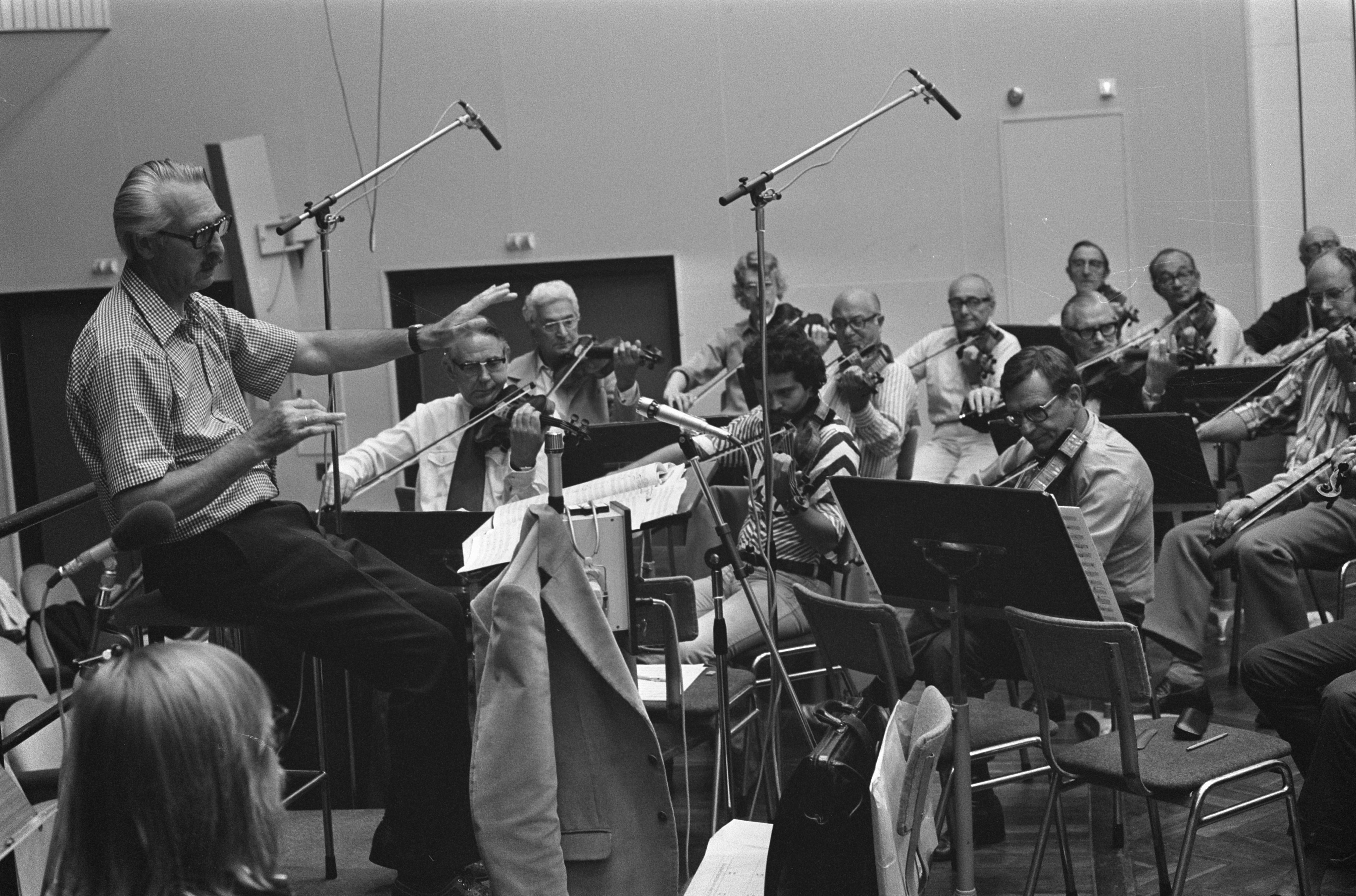
Van der Linden dirigeert (1973)

In 1957 dirigeerde Van der Linden voor zijn eerste keer de Nederlandse inzending die het Eurovisiesongfestival won met Net als toen, gezongen door Corry Brokken. Het jaar daarna begeleidde zijn orkest dit festival, toen het door de Nederlandse televisie georganiseerd werd. Omdat vier van de deelnemende landen geen dirigent afvaardigden dirigeerde hij vijf van de tien inzendingen. In 1959 won hij in Cannes opnieuw met het liedje 'n Beetje gezongen door Teddy Scholten. Toen het festival in 1970 opnieuw door de Nederlandse televisie werd georganiseerd begeleidde hij opnieuw het Metropole Orkest. Naast de tune en de Nederlandse inzending Waterman gezongen door Hearts of Soul was hij ook verantwoordelijk voor het begeleiden van de winnende Ierse inzending All kinds of everything gezongen door de toen 18-jarige Dana aangezien zij zelf geen dirigent had meegenomen om dit te doen. Uiteindelijk dirigeerde hij in de periode 1957-1971 achttien inzendingen, waarvan dertien Nederlandse inzendingen.
In 1965 componeerde hij muziek voor de Nederlandse speelfilm 10.32. In 1977 won Dolf van der Linden tijdens het "Nord Ring Festival" de prijs voor beste dirigent. In september 1981 dirigeerde hij het BBC Radio Orchestra tijdens dit festival.
Bij het bereiken van de pensioengerechtigde leeftijd in 1980 werd hij opgevolgd door Rogier van Otterloo.
Dolf van der Linden heeft ook zijn sporen verdiend als componist. Hij maakte meer dan tweehonderd composities, schreef filmmuziek, hoorspelen en operettes.
 Tot zijn bekendste werken behoren Blow the Horn, Humoresque for Strings, Forest Fantasy, Pennsylvania Dutch, Jack the Dancer, Riding into Happiness, Jamaica Road en Factory Town.
Dolf van der Linden trouwde in 1935 en had twee zonen en twee dochters. Hij overleed begin 1999 op 83-jarige leeftijd.